# Jack Harrison
Jack Harrison, född 20 november 1996 i Stoke-on-Trent, är en engelsk fotbollsspelare (yttermittfältare) som spelar för Everton, på lån från Leeds United. Han har också varit U21-landslagsman för England.

## Klubblagskarriär

### New York City FC
Harrison tillhörde ungdomsakademierna hos Liverpool och Manchester United innan han som 14-åring flyttade till USA. Han var den förste spelare att bli vald i MLS SuperDraft 2016, av Chicago Fire som samma dag bytte bort honom till New York City. För sin första säsong i MLS blev Harrison nominerad till utmärkelsen Rookie of the Year. Under två säsonger med New York City spelade Harrison 56 seriematcher och gjorde 14 mål.

### Manchester City
Den 30 januari 2018 värvades Harrison av Manchester City, som samarbetar med New York City FC genom City Football Group. Samma dag som han skrev på ett kontrakt på tre och ett halvt år lånades han ut till Championship-klubben Middlesbrough för resten av den engelska säsongen. I juli 2018 togs Harrison ut i Manchester Citys trupp till lagets försäsongsturné i USA. Den 21 juli 2018 gjorde han sin inofficiella debut för klubben i en träningsmatch mot Borussia Dortmund.

### Leeds United
Den 30 juli 2018 gick Harrison på lån till Championship-klubben Leeds United för hela säsongen 2018/2019. Han debuterade med ett inhopp i säsongspremiären hemma mot Stoke City den 5 augusti 2018, som Leeds vann med 3-1. Harrison startade sin första match för Leeds den 14 augusti 2018, då laget hemmabesegrade Bolton Wanderers med 2-1 i ligacupen. När Leeds inflytelserike högerytter Pablo Hernández skadade sig i slutet av augusti fick Harrison chansen i startelvan. Den 15 september 2018 gjorde han sitt första mål i engelsk fotboll, en kvittering till 1–1 i den 89:e minuten borta mot Millwall.
Harrison etablerade sig i Marcelo Bielsas trupp och spelade 37 seriematcher under sin första säsong i Leeds, varav 32 från start. Han producerade fyra mål och tre assist. Den 1 juli 2019 gick Harrison på ett nytt lån till Leeds United för säsongen 2019/2020, denna gång med en klausul som ger Leeds möjligheter att värva spelaren permanent. Den 10 augusti 2020 lånades Harrison för tredje gången ut till Leeds.
Den 2 juli 2021 blev Harrison slutligen klar för en permanent övergång till Leeds United, där han skrev på ett treårskontrakt.

### Everton
Den 14 augusti 2023 lånades Harrison ut till Everton på ett säsongslån. I juni 2024 förlängdes låneavtalet med ytterligare en säsong.